# Gjerdrum
Gjerdrum is een gemeente in de Noorse provincie Akershus. De gemeente telde 6546 inwoners in januari 2017. Het administratief centrum van de gemeente is gevestigd in Ask.
Ås · Asker · Aurskog-Høland · Bærum · Eidsvoll · Enebakk · Frogn · Gjerdrum · Hurdal · Jevnaker · Lillestrøm · Lørenskog · Lunner · Nannestad · Nes · Nesodden · Nittedal · Nordre Follo · Rælingen · Ullensaker · Vestby

Voormalige gemeentes: Fet · Oppegård · Skedsmo · Ski · Sørum